# Joeri Loetsenko

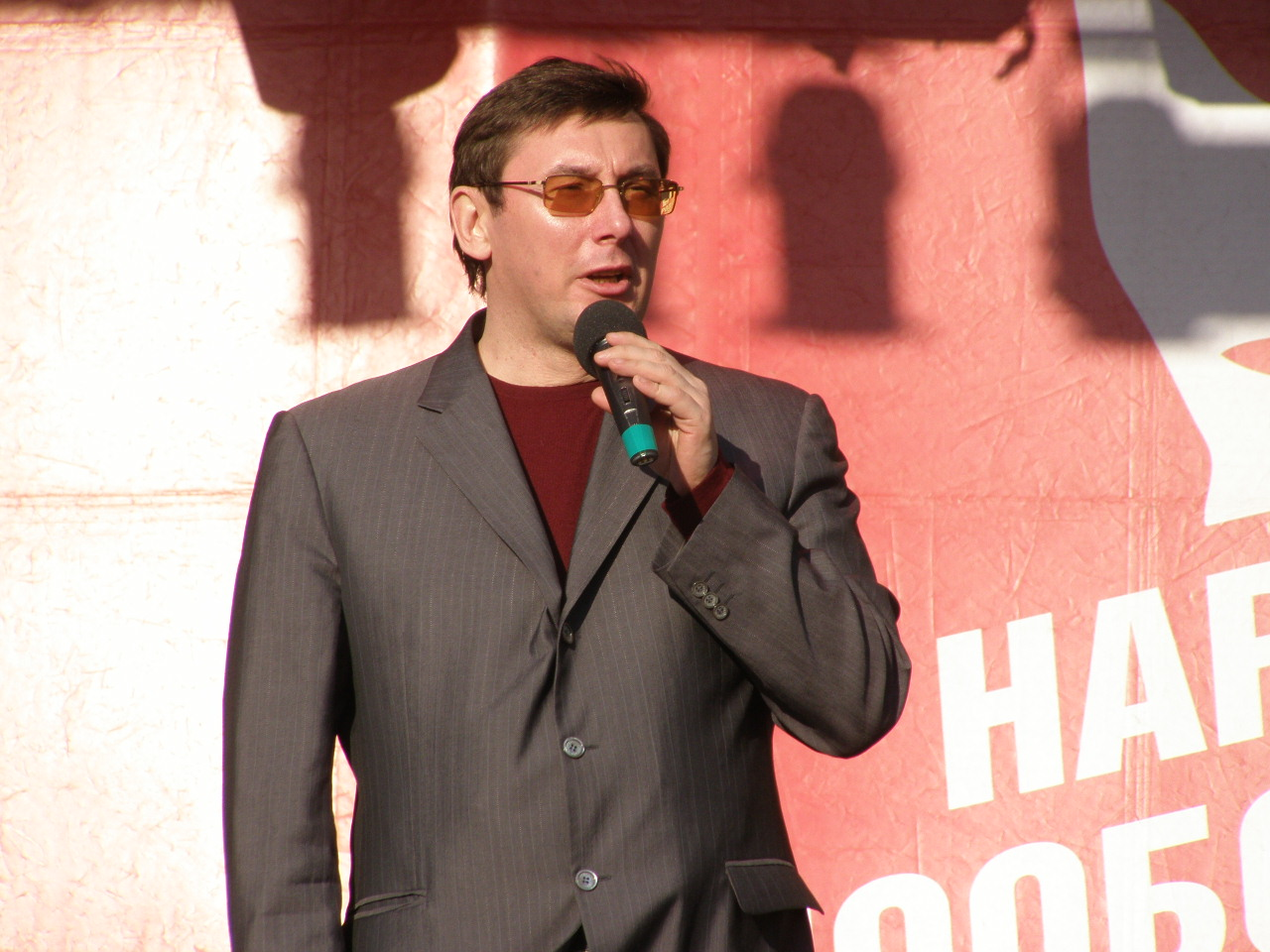
Joeri Loetsenko

Joeri Vitalijovitsj Loetsenko (Oekraïens: Юрій Віталійович Луценко) (Rivne, 14 december 1964) is een Oekraïens politicus en voormalig minister van binnenlandse zaken van Oekraïne, geboren in de noordwestelijke regio Wolynië. Hij bekleedde dit ambt in de twee kabinetten van Joelija Tymosjenko en in de kabinetten van Joeri Jechanoerov en Viktor Janoekovytsj. De Oekraïense minister van binnenlandse zaken is het hoofd van politie en Loetsenko was de eerste burgerminister van binnenlandse zaken toen hij in februari 2005 werd benoemd.
Op 13 december 2010, een dag voor zijn 46e verjaardag, werd Loetsenko door openbaar aanklager Viktor Psjonka in staat van beschuldiging gesteld, inzake het plegen van ambtsmisdrijven en valsheid in geschrifte. Toen hij op 26 december zijn hond uitliet werd hij vlakbij huis door gemaskerde elite-eenheden overmeesterd en in een busje afgevoerd. In februari 2012 werd tegen hem in een politiek proces een gevangenisstraf uitgesproken van 4 jaar, vanwege misbruik van zijn politieke ambt. Op 7 april 2013 werd hij vervroegd vrijgelaten, op aandringen van de Europese Unie.